# Becky Wilde
Rebecca "Becky" Wilde, född den 31 december 1997, är en brittisk roddare.

## Karriär
Vid OS 2024 i Paris tog Becky Wilde brons tillsammans med Mathilda Hodgkins-Byrne i dubbelsculler.